# Liste nigerianischer Schriftsteller
Liste von in Nigeria geborenen bzw. zum größten Teil publizierten Schriftstellern.

## A
- Chris Abani (* 1966)
- Chinua Achebe (1930–2013)
- Remi Adedeji (* 1937)
- Olajumoke Adenowo (* 1968)
- Toyin Adewale (* 1969)
- Chimamanda Ngozi Adichie (* 1977)
- Akachi Adimora-Ezeigbo
- Tolu Ajayi
- Zaynab Alkali (* 1955)
- T. M. Aluko (1918–2010)
- Elechi Amadi (1934–2016)
- Ifi Amadiume (* 1947)
- Sefi Atta (* 1964)

## B
- Francoise Balogun
- Simi Bedford
- Biyi Bandele-Thomas (1967–2022)
- Oyinkan Braithwaite

## C
- John Pepper Clark (1935–2020)
- Teju Cole (* 1975)

## E
- Cyprian Ekwensi (1921–2007)
- Buchi Emecheta (1944–2017)
- Olaudah Equiano (1745–1797), geboren im heutigen Nigeria, gestorben in den USA

## F
- Daniel O. Fagunwa (1903–1963)
- Funmilayo Fakunle
- Dan Fulani

## H
- Helon Habila (* 1967)

## I
- Chukwuemeka Ike (1931–2020)
- Uzodinma Iweala (* 1982)
- Festus Iyayi (1947–2013)

## J
- Samuel Johnson

## M
- Amina Mama (* 1958)
- Michel Millard

## N
- Martina Awele Nwakoby (* 1937)
- Nkem Nwankwo (1936–2001)
- Flora Nwapa (1931–1993)
- Adaobi Tricia Nwaubani (* 1976)

## O
- Eno Obong
- Molara Ogundipe-Leslie
- Tanure Ojade
- Gabriel Okara (1921–2019)
- Christopher Okigbo (1932–1967)
- Ifeoma Okoye
- Ben Okri (* 1959)
- Kole Omotoso (1943–2023)
- Osonye Tess Onwueme (* 1955)
- Femi Osofisan (* 1946)
- Sola Osofisan
- Niyi Osundare
- Helen Ovbiagele (* 1944)
- Helen Oyeyemi (* 1984)

## R
- Ola Rotimi (1938–2000)

## S
- Ken Saro-Wiwa (1941–1995)
- Omowunmi Segun
- Zulu Sofolo (* 1935?/1938?)
- Wole Soyinka (* 1934), erhielt 1986 den Nobelpreis

## T
- Amos Tutuola (1920–1997)
- Efua Traoré

## U
- Françoise Ugochukwu, geboren in Frankreich
- Adaora Lily Ulasi (1932–2016)

## W
- Ugonna Wachuku (* 1971), lebt in Genf/Schweiz seit 1996

## Y
- Labo Yari (1942–2023)